# Jonas Bustince
Jonas Bender Bustince (Caxias do Sul, 18 de dezembro de 1987) é fundador, produtor cultural e executivo do selo Honey Bomb Records. Através desse projeto, Jonas estabeleceu conexões significativas entre a cena musical independente produzida no interior do Rio Grande do Sul e entidades nacionais relacionadas à música. À frente do selo, Jonas movimenta uma rede de artistas nacionais e internacionais, promovendo lançamentos de discos, edições de festivais e intercâmbios culturais.
É baterista da banda Bonnie Killz e percussionista da Catavento, com a qual se apresentou no festival Lollapalooza. Ao longo de sua carreira musical, ele também foi baterista em bandas como Slow Bricker, Tagore, Não ao Futebol Moderno e Nevoar.
Além de suas atividades como músico, Jonas é apresentador do Fonograma, programa transmitido pela UCS FM.
Como produtor cultural, contribuiu ativamente na produção de edições do Festival Brasileiro de Música de Rua e em outros projetos culturais realizados tanto em Caxias do Sul quanto em outras cidades da região da Serra Gaúcha.
É curador de uma série de projetos musicais, como festivais, mostras, lançamentos de discos, playlists e textos que exploram a música contemporânea. Tem também contribuído como ministrante em diversos eventos nacionais, abordando temas relacionados à produção musical e economia criativa.

## Biografia
Jonas possui um vínculo com a música desde os seus primeiros anos de vida. Filho e neto de músicos, desde muito cedo teve a oportunidade de vivenciar de perto a atmosfera musical ao acompanhar regularmente os ensaios da banda em que seu pai atuava como baterista.
Ainda na infância, foi impactado pela ascensão de bandas do movimento grunge, como Nirvana e Pearl Jam, que acompanhava pela televisão. Esse fator foi determinante para que ele decidisse seguir o caminho da música. Na adolescência começou a frequentar aulas de baixo, mas logo passou a se dedicar à bateria, instrumento que ele prosseguiu em sua trajetória musical.
Ao ingressar na faculdade optou por cursar Comunicação Social, pois viu nesse curso uma oportunidade de explorar o universo musical de forma mais abrangente. Durante esse período, ele também participou de workshops voltados para a assessoria de bandas, aprimorando seus conhecimentos nessa área.
Em 2009, Jonas entrou como baterista na banda Pedra Surpresa, que posteriormente mudou seu nome para Slow Bricker em 2011. Essa experiência proporcionou a oportunidade de se apresentar em diversos bares e eventos culturais no Rio Grande do Sul, o que ampliou sua vivência no cenário musical.
Também foi por meio da Slow Bricker que Jonas teve seu primeiro contato com a produção musical, assumindo o papel de produtor executivo do álbum de estreia da banda em 2012, intitulado "My Answer to Everything", lançado através do Financiarte.
Em 2013, já graduado e trabalhando em agências de publicidade, Jonas foi inspirado pela proposta do baixista de sua banda e decidiu fundar o selo Honey Bomb Records com o objetivo de promover o trabalho da Slow Bricker. No entanto, quando a banda entrou em hiato, Jonas redirecionou seu foco para acompanhar e contribuir com o crescimento de outras bandas independentes do município de Caxias do Sul.
Através da Honey Bomb, Jonas inicialmente lançou uma série de projetos musicais de artistas de sua cidade natal. Um desses projetos foi o primeiro disco da banda Catavento, o "Lost Youth Against the Rush", que projetou a banda nacionalmente.. Mais tarde, expandiu suas atividades e passou a organizar eventos musicais em espaços culturais de Caxias do Sul. Após três anos à frente do selo, Jonas já havia estabelecido uma rede com oito artistas, incluindo nomes internacionais, promovendo lançamentos constantes e inserindo essas bandas em eventos musicais em diversas regiões do Brasil.
Representando a Honey Bomb, Jonas começou a participar de encontros nacionais entre selos musicais, estabelecendo conexões com outros coletivos de diferentes regiões do país. Sua atuação na produção executiva de artistas lhe rendeu uma série de convites para curadoria de artistas, além de ministrar palestras e painéis sobre economia criativa e produção musical em eventos culturais, como a SIM São Paulo, onde esteve por mais de uma vez ao lado de profissionais renomados do mercado musical brasileiro.
Por volta de 2016 e 2017, retomou suas atividades como baterista, integrando temporariamente bandas como Tagore, Não ao Futebol Moderno e Nevoar. Com esta última chegou a lançar dois singles, "The Light" e "Lakeside Delay".
Nesse mesmo período, Jonas desempenhou um papel fundamental na idealização e produção de dois projetos significativos na Serra Gaúcha através da Honey Bomb. O primeiro deles foi o Festival Enxame, realizado em 2017. Como idealizador e produtor, Jonas colaborou com outras iniciativas culturais para criar um evento que promovesse diversidade musical e valorizasse artistas locais e regionais.
Em 2018, Jonas liderou o projeto da coletânea musical intitulada "Sons que vêm da Serra", que recebeu apoio do edital Natura Musical. Ele foi responsável por conceber e produzir a coletânea, lançada em 2019, que reuniu músicas autorais refletindo a essência de viver na Serra Gaúcha.  Devido ao reconhecimento do projeto, posteriormente Jonas foi convidado a fazer parte da equipe de curadoria do edital Natura Musical.
Por volta de 2018, Jonas ingressou como percussionista na banda Catavento. Além de sua atuação na percussão, ele também assumiu a produção executiva do terceiro álbum da banda, intitulado "Ansiedade na Cidade", no qual gravou bateria e percussão. Com a Catavento, ele teve a oportunidade de se apresentar em várias cidades brasileiras, incluindo um show no Lollapalooza em 2019.
Em 2020, Jonas lançou seu projeto solo, estreando com a canção "O Truque de não ter Opção". Inspirado pelo livro "Quando tudo se Desfaz" de Pema Chödrön, ele incorporou à sua música ritmos menos conhecidos no ocidente, como a música turca das décadas de 1960 e 1970, bem como artistas contemporâneos do deserto do Saara.
Em 2021, recebeu o Prêmio Trajetórias Culturais RS, uma honraria concedida pelo governo do estado do Rio Grande do Sul por meio da Lei Aldir Blanc, em reconhecimento à sua contribuição no campo cultural.
Em meados de 2022, Jonas tornou-se baterista da banda Bonnie Killz e assumiu a posição de apresentador do programa Fonograma, transmitido pela UCS FM.

## Discografia

### Discos
- 2012 - My Answer to Everything (Slow Bricker)
- 2018 - Ansiedade Na Cidade (Catavento)

### Splits
- 2013 - Slowvento Catabricker (Catavento e Slow Bricker)

### Singles
- 2013 - The Heaviest Sky (Slow Bricker)
- 2017 - Lakeside Delay (Nevoar)
- 2018 - The Light (Nevoar)
- 2019 - Cântico Brasileiro Nº4 (Maria Rita Stumpf & João Gôsto)
- 2020 - Quebra Alma (Catavento)
- 2020 - O Truque de Não Ter Opção (Jonas Bustince)

### Produção executiva
- 2014 - Lost Youth Against the Rush (Catavento)
- 2016 - CHA (Catavento)
- 2018 - Ansiedade na Cidade (Catavento)
- 2019 - Sons que vêm da Serra (Vários Artistas)